# تومي مولر
تومي مولر (بالسويدية: Tommy Möller)‏ هو عالم سياسة سويدي، ولد في 1958.